# Прохибитив
Прохибити́в (лат. prohibitiō, запрет) — обозначение отрицаемого повелительного наклонения, чьё прагматическое значение заключается в выражении запрета, «отрицательный императив».
Только в некоторых языках прохибитив служит самостоятельной морфологической категорией, например в лезгинском или макуши. Для отрицания повелительного наклонения используются следующие четыре стратегии:
1. использование повелительной глагольной формы в сочетании с отрицанием (например, как в русском) или без отрицания для декларативных предложений (например, как в панджаби и вьетнамском), а также
2. использование особой глагольной формы в сочетании с отрицанием (например, как в испанском) или без отрицания для декларативных предложений (например, как в языке каннада).

Смешанные формы также возможны. Например, английские отрицаемые императивные предложения с глаголом to be (быть) должны строиться при помощи глагола to do, что отличает их от неотрицаемых декларативных предложений. Ср. Don’t be silly!, в то же время He is not silly.
В латинском языке отрицание в повелительном наклонении образуется при помощи глагола nolle («не хотеть») в повелительном наклонении — noli, nolite («не хоти», «не хотите») — и инфинитива (напр., noli me vidēre, «не хоти меня видеть»). Также подобную модальность можно передать при использовании конъюнктива перфекта с отрицательной частицей ne, что дает отрицаемый приказ: лат. Ne me vidēris! — Не смотри на меня!.
В иврите для этой цели используется сочетание частицы ивр. אַל‎ с глаголом будущего времени (ивр. תָּבִיא‎ — принесёшь -> ивр. אַל תָּבִיא‎ — не приноси). Стоит различать данную частицу от частицы ивр. לֹא‎, которая в сочетании с будущим временем отрицает его: ивр. לֹא תָּבִיא‎ — не принесешь.